# Werner Eisbrenner
Werner Eisbrenner est un compositeur allemand de musique de films né le 2 décembre 1908 à Berlin et mort le 7 novembre 1981.

## 1935-1945
- 1935 : Der blaue Diamant de Kurt Blachy
- 1935 : Der höhere Befehl de Gerhard Lamprecht
- 1936 : Donogoo d'Henri Chomette et Reinhold Schünzel
- 1936 : Donogoo Tonka de Reinhold Schünzel
- 1937 : La Souris bleue de Pierre-Jean Ducis
- 1937 : Gewitterflug zu Claudia d'Erich Waschneck
- 1937 : Zweimal zwei im Himmelbett de Hans Deppe et Paul May
- 1938 : Chasse à l'homme de Georg Jacoby
- 1938 : Anna Favetti d'Erich Waschneck
- 1938 : Femmes pour Golden Hill d'Erich Waschneck
- 1939 : War es der im 3. Stock ? de Carl Boese
- 1939 : Ich bin gleich wieder da de Peter Paul Brauer
- 1939 : Mademoiselle d'Erich Waschneck
- 1939 : Zentrale Rio d'Erich Engels
- 1939 : Mariquilla Terremoto de Benito Perojo
- 1939 : Kennwort Machin d'Erich Waschneck
- 1940 : Kriminalkommissar Eyck de Milo Harbich
- 1940 : Wie konntest Du, Veronika ! de Milo Harbich
- 1940 : Zwischen Hamburg und Haiti d'Erich Waschneck
- 1941 : Oh, diese Männer d'Hubert Marischka
- 1942 : Zwischen Himmel und Erde de Harald Braun
- 1943 : Nacht ohne Abschied d'Erich Waschneck
- 1943 : Lumière dans la nuit (de) de Helmut Käutner
- 1943 : Titanic d'Herbert Selpin
- 1943 : Die beiden Schwestern d'Erich Waschneck
- 1943 : Die goldene Spinne d'Erich Engels
- 1944 : Träumerei de Harald Braun
- 1944 : J'ai rêvé de toi de Wolfgang Staudte
- 1944 : La Paloma d'Helmut Käutner
- 1945 : Shiva und die Galgenblume de Hans Steinhoff
- 1945 : Dr. phil. Döderlein de Werner Klingler
- 1945 : Der stumme Gast de Harald Braun
- 1945 : Das Mädchen Juanita de Wolfgang Staudte

## 1946-1967
- 1946 : Freies Land de Milo Harbich
- 1946 : Sag' die Wahrheit de Helmut Weiss
- 1947 : Razzia de Werner Klingler
- 1947 : Zugvögel de Rolf Meyer
- 1947 : Entre hier et demain de Harald Braun
- 1948 : Danke, es geht mir gut d'Erich Waschneck
- 1948 : Menschen in Gottes Hand de Rolf Meyer
- 1948 : Wege im Zwielicht de Gustav Fröhlich
- 1948 : Die Söhne des Herrn Gaspary de Rolf Meyer
- 1949 : Diese Nacht vergess ich nie de Johannes Meyer
- 1949 : Martina est-elle déshonorée ? d'Arthur Maria Rabenalt
- 1949 : Der Bagnosträfling de Gustav Fröhlich
- 1949 : Das Fräulein und der Vagabund d'Albert Benitz
- 1950 : Dieser Mann gehört mir de Paul Verhoeven
- 1950 : Mathilde Möhring de Rolf Hansen
- 1950 : Vier Treppen rechts de Kurt Werther
- 1950 : Der Fall Rabanser de Kurt Hoffmann
- 1950 : Melodie des Schicksals de Hans Schweikart
- 1950 : Der fallende Stern de Harald Braun
- 1951 : Barbe-Bleue de Christian-Jaque
- 1952 : Les Amants tourmentés de Rudolf Jugert
- 1952 : Le Cœur du monde (Herz der Welt) de Harald Braun
- 1952 : Mon nom est Niki de Rudolf Jugert
- 1953 : L'amour n'est pas un jeu de Rudolf Jugert
- 1953 : Tant que tu m'aimeras de Harald Braun
- 1953 : Jonny rettet Nebrador de Rudolf Jugert
- 1954 : Une histoire d'amour de Rudolf Jugert
- 1954 : Prison d'amour (Gefangene der Liebe) de Rudolf Jugert
- 1954 : Geständnis unter vier Augen d'André Michel
- 1954 : Der letzte Sommer de Harald Braun
- 1955 : Des enfants, des mères et un général de Laslo Benedek
- 1955 : Griff nach den Sternen de Carl-Heinz Schroth
- 1955 : Les Rats (Die Ratten) de Robert Siodmak
- 1955 : Die Frau des Botschafters de Hans Deppe
- 1955 : Mon premier amour de Harald Braun
- 1955 : Der Cornet - Die Weise von Liebe und Tod de Walter Reisch
- 1956 : L'Étudiante Hélène Willfuer de Rudolf Jugert
- 1956 : Vor Sonnenuntergang de Gottfried Reinhardt
- 1956 : Mein Vater, der Schauspieler de Robert Siodmak
- 1956 : L'Espion de la dernière chance de Werner Klingler
- 1957 : Pour l'amour d'une reine de Harald Braun
- 1957 : Banktresor 713 de Werner Klingler
- 1957 : Der gläserne Turm (de) de Harald Braun
- 1958 : Rien que la vérité de Franz Peter Wirth
- 1958 : Ich werde dich auf Händen tragen de Veit Harlan
- 1959 : Cour martiale (Kriegsgericht) de Kurt Meisel
- 1959 : SOS - Train d'atterrissage bloqué de Gottfried Reinhardt
- 1959 : Les Buddenbrook d'Alfred Weidenmann
- 1960 : Sturm im Wasserglas de Josef von Báky
- 1960 : La Peau d'un espion de Harald Braun
- 1960 : Le Dernier Témoin de Wolfgang Staudte
- 1961 : Barbara - Wild wie das Meer de Frank Wisbar
- 1967 : Das kleine Teehaus de Paul Martin et Eugen York